# Saint Seiya, épisode G
Saint Seiya, épisode G (聖闘士星矢 エピソード・ギ/EPISODE G) est un manga écrit et dessiné par Megumu Okada, inspiré du manga Saint Seiya de Masami Kurumada. Il est prépublié dans le magazine Champion Red entre décembre 2002 et juin 2013 et est compilé en un total de vingt tomes. Il est publié en version française depuis septembre 2004 sous le label Génération Comics de l'éditeur Panini Comics. Un tome spécial, Saint Seiya, épisode G: Gaiden Aiolos a vu le jour en mai 2008 pour fêter les cinq ans de prépublication de la série.
Le manga raconte des événements antérieurs au manga Saint Seiya, également connu en français sous le titre Les Chevaliers du Zodiaque. Le G du titre se réfère au Gold, en raison du fait que les personnages principaux sont les chevaliers d'Or (Gold Saints). Il peut aussi signifier Gaïa, déesse apparaissant aux derniers tomes.
Une deuxième série intitulée Saint Seiya, épisode G ~Assassin~, toujours dessinée par Megumu Okada, est prépubliée entre avril 2014, et août 2019. La version française est publiée par Panini Comics à partir de novembre 2015.
Une troisième série intitulée Saint Seiya, épisode G ~Requiem~ est prépubliée depuis janvier 2020.

## Synopsis
En 1979, le Chevalier d'Or du Lion, Aiolia, supporte la suspicion des habitants du Sanctuaire depuis la trahison et la mort de son frère Aiolos. Pendant ce temps, une force puissante se prépare à attaquer le Sanctuaire : les Titans veulent libérer Cronos en reprenant son arme cachée dans le Sanctuaire.

## Manga

### Fiche technique
- Édition japonaise : Akita Shoten
  - Auteur : Megumu Okada
  - Nombre de volumes sortis : 20 + 1 (terminé)
  - Date de première publication : juin 2003
  - Prépublication : Champion Red
- Édition française : Panini Comics
  - Nombre de volumes sortis : 20 + 1 (terminé)
  - Date de première publication : septembre 2004
- Autres éditions :
  -  Glénat
  -  Ivrea
  -  Conrad Editora